# Angarotipula heilongjiangana
Angarotipula heilongjiangana är en tvåvingeart som beskrevs av Yang 1995. Angarotipula heilongjiangana ingår i släktet Angarotipula och familjen storharkrankar. Inga underarter finns listade i Catalogue of Life.